# 735 pr. n. št.

## Smrti
- Sarduri II., kralj Urartuja (* ni znano)